# San Diego Sockers
San Diego Sockers è il nome di tre club calcistici statunitensi che si sono succeduti a San Diego in tre periodi differenti, di cui l'ultima incarnazione è attiva dal 2009. Il primo, attivo sotto diversi nomi nella NASL e in seguito nella MISL I e nella CISL è stato uno dei più vincenti club di calcio indoor Statunitensi con 10 titoli complessivi fra i tre campionati. Il secondo è stato attivo per soli quattro anni nella nuova MISL, dal 2001 al 2004 senza mai vincere un titolo. Dal 2009 è attiva una nuova società, sempre impegnata nel calcio indoor.

## Storia

### Dai Baltimore Comets ai Las Vegas Quicksilvers
La franchigia che possedeva il marchio Sockers nacque nel 1974 a Baltimora (Maryland) con il nome di Baltimore Comets. Fecero l'esordio nel campionato NASL quello stesso anno, arrivando secondi nell'East division e perdendo ai quarti di finale. In entrambi gli anni la squadra fu allenata da Doug Millward. L'anno seguente la squadra non riuscì a qualificarsi ai play-off e si trasferì a San Diego dove prese il nome di San Diego Jaws.
La breve avventura dei Jaws durò un solo anno, che li vide concludere il campionato all'ultimo posto nella Southern division sotto la guida tecnica di Derek Travis, per poi trasferirsi a Las Vegas dove presero il nome di Las Vegas Quicksilvers. Travis fu confermato come allenatore anche nella nuova squadra, ma non ebbe miglior fortuna dell'anno precedente, rimanendo relegato all'ultimo posto in classifica anche nella stagione 1977. A questo punto la dirigenza decise di riportare la franchigia a San Diego, facendole assumere il nome definitivo di San Diego Sockers.

### San Diego Sockers (1978-1996)
I Sockers, guidati dall'austriaco Hubert Vogelsinger partirono subito col piede giusto, raggiungendo la semifinale di conference dove furono sconfitti dai più esperti Rowdies. Anche l'anno seguente furono i Rowdies ad interrompere l'avventura nei playoff della squadra di San Diego, stavolta nella finale di conference. Nell'80 Vogelsinger fu sostituito da Ron Newman alla guida della squadra, ma anche il nuovo allenatore venne sconfitto in finale di conference. Fra i calciatori celebri che hanno vestito la maglia dei Sockers in questi anni va ricordato il nazionale messicano Hugo Sánchez e l'ungherese Juli Veee.

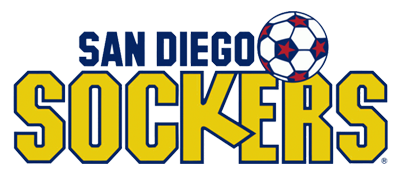
Logo dei Sockers (1984)

La fama dei Sockers non è però legata a queste pur buone esperienze nel calcio outdoor, ma all'impressionante serie di vittorie nei campionati indoor che ebbe inizio nella stagione 81/82, con la vittoria nel campionato NASL indoor. Sotto la guida di Newman i biancazzurri di San Diego inanellarono una serie di 10 campionati vinti su 11 disputati nelle due leghe indoor (NASL e MISL), perdendo solo una semifinale nel 1986-1987 contro i Tacoma Stars. I meriti di Newman in quest'impresa furono notevoli, in particolare per quanto riguarda le sue innovazioni tattiche, fra cui la creazione di nuovi ruoli come il sesto attaccante.
Nel 1992, dopo la chiusura della MISL i Sockers furono fra i fondatori, assieme ai Dallas Sidekicks, della Continental Indoor Soccer League. Dopo un anno di pausa i Sockers ripresero quindi l'attività nella nuova lega, dicendo però addio a Newman dopo 13 anni di successi. La squadra risentì più del previsto dell'abbandono del suo allenatore, non riuscendo più a conquistare un titolo ma arenandosi ogni volta nei playoff. Nel 1996, dopo numerosi cambi di proprietà, i Sockers chiusero definitivamente i battenti.

### San Diego Sockers (2001-04)

Logo dei Sockers (2001)

Il secondo club con il nome di "San Diego" Sockers fu fondato nel 2001, anno in cui prese parte al campionato World Indoor Soccer League, vincendo la stagione regolare per poi essere sconfitti in finale. La squadra giocava le sue partite interne nella San Diego Sports Arena ed era allenata Brian Quinn. La stagione seguente la WISL si fuse con la MISL e i Sockers presero parte a quest'ultimo campionato. Dopo due stagioni dalle prestazioni altalenanti, all'inizio della stagione 2004-05 la squadra fu acquistata da Raj Kalra, già proprietario del team di Lacrosse dei Vancouver Ravens. A metà stagione si scoprì che Kalra non possedeva i soldi necessari per mantenere la squadra, e la franchigia fu rimessa in vendita senza però trovare alcun acquirente. Il 30 dicembre 2004 la squadra fu ufficialmente dichiarata fallita.

### San Diego Sockers (2009-)
Nel 2009 viene costituita una nuova società denominata "San Diego Sockers" e venne iscritta alla Professional Arena Soccer League. I Sockers vinsero quattro edizioni consecutive oltre ad aggiudicarsi tre US Open Cup.

## Allenatori
- Doug Millward 1974-1975
- Derek Travis 1976 -1977
- Hubert Vogelsinger 1978-1980
- Ron Newman 1980-1993

## Palmarès
- North American Soccer League Indoor: 2

1982, 1984
- Major Indoor Soccer League (1978): 8

1983, 1985, 1986, 1988, 1989, 1990, 1991, 1992
- Professional Arena Soccer League: 4

2010, 2011, 2012, 2013
- United States Open Cup for Arena Soccer: 3

2010, 2011, 2012